# Острво Аделаида
Острво Аделаида или Isla Adelaida или Isla Belgrano је велико, углавном ледом покривено острво, 120 километара дугачко и 20 километара широко које лежи на северној страни залива Маргарита, близу западне обале Антарктичког полуострва. Острво Аделаиде се налази на координатама 67° 15′ Ј; 68° 30′ З / 67.25° Ј; 68.5° З. Острво је открила 1832. године британска експедиција коју је водио Џон Биско. Добило је име по енглеској краљици Аделаиди. Први пут је описала Француска антарктичка експедиција (1908-1910) коју је водио Жан-Баптист Шарко.